# Azyl

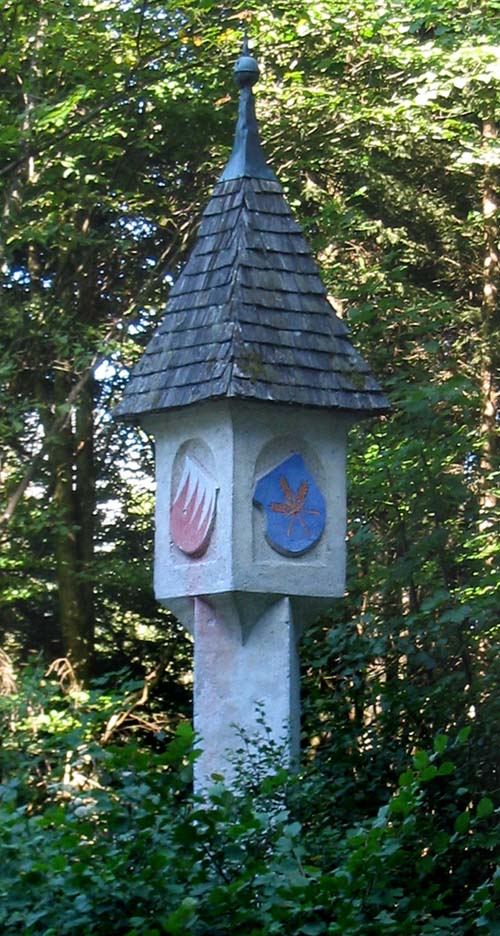
Mezník oblasti útočiště kolem kostela
(St. Georgenberg, Tyrolsko)

Azyl (z řec. asylon, útočiště) je právní ochrana uprchlého cizince, který ve státě, jehož je státním občanem nebo kde bydlel (pokud jde o osobu bez státního občanství), má opodstatněné obavy z pronásledování, z rasových, náboženských nebo národnostních důvodů, z důvodů sexuální orientace či zdravotního stavu, kvůli zastávání určitých politických názorů či hlásání těchto názorů, přičemž tyto postoje jsou hodnoceny jako legitimní (např. ne nutně propagace nacismu), pro biologickou příbuznost s nějakou osobou nebo kvůli příslušnosti k určitému sociálnímu agregátu (např. náhodní svědci zločinů proti lidskosti) či sociální skupině, která nemá charakter zločinecké organizace, kvůli svému zvláštnímu tělesnému či jinému znamení, jež by mohlo být spojováno s nebezpečnými předsudky (např. pověry o čarodějnictví v rovníkové Africe), obává se výkonu soudně či jinak uloženého trestu, jenž je hodnocen jako nepřiměřeně přísný, exemplární trest či jako trest nehumánní (např. z pohledu mnoha států trest smrti), nebo možnosti, že takový trest bude uložen, a vzhledem k těmto obavám se nechce nebo nemůže vrátit zpět do svého domovského státu. Právo na azyl neodvisí od toho, zda důvody předjímané perzekuce jsou skutečné, či jen domnělé (např. odsouzení ve vykonstruovaném procesu za účast na smyšlené činnosti neexistující sabotážní skupiny).
Členské státy Evropské unie musí zabránit situaci, aby žádosti o azyl byly podány stejnou osobou v několika státech současně, přičemž musí spolupracovat v rámci minimálních záruk, jež mají být poskytnuty žadatelům o azyl v případě vyhoštění a v době přezkumu žádosti o azyl nebo odvolání proti rozhodnutí.

## Právo azylu v dějinách
Azyl je prastarý nábožensko-právní institut a původně znamenal útočiště, místo, kam se pronásledovaný člověk mohl uchýlit před pronásledovateli, protože ho tam chránila náboženská autorita. Když se tam člověk uchýlil, přestaly se na něj vztahovat světské zákony a poddal se ochraně bohů. Tato místa byla přesně definována, stejně jako to, kterým osobám je možné azyl poskytnout a kterým ne, případně jaké rituály musí žadatel o azyl předem podstoupit (u křesťanů například pokání.) Podle Bible měli staří Izraelci „útočištná města“, která však neposkytovala ochranu vrahům (Num 35,11-14; Joz 20,2nn; 1Par 6,42-52). Smysl byl zabránit okamžité pomstě a tak umožnit vyjednávání, případně nenásilné řešení konfliktu. Povinnost poskytovat azyl chápaly staré kultury jako velmi vážnou a Aischylova tragédie „Prosebnice“ líčí konflikt panovníka mezi povinností chránit uprchlice a nebezpečím válečného konfliktu s jejich pronásledovateli. V křesťanských zemích se za útočiště pokládaly všecky chrámy, proto se vraždy v kostele chápaly i jako porušení azylového práva.
Od 19. století je zřetelná snaha vytvářet mezinárodní systém zacházení s uprchlíky, jenž však byl v širším měřítku uplatněn až v roce 1951 v Úmluvě o právním postavení uprchlíků. V souvislosti s uprchlíky má azyl význam práva na ochranu, jež je poskytováno cizímu státnímu příslušníkovi stíhanému z politických nebo rasových důvodů. Azyl takovému člověku zajišťuje, aby nebyl vydán do státu, kde by byl ohrožen.
Teprve se vznikajícím absolutismem raného novověku byl azyl v Evropě zrušen a byl obnoven až s potřebou chránit uprchlíky totalitních režimů ve 20. století.

## Typy azylů
Vzhledem k povaze motivů pronásledování se institut azylu rozdělil na dva zásadní typy.
První typ azylu je typický pro středověké právo územního azylu. Azyl tedy přesahuje vnitrostátní hranice a rozšiřuje se i k hranicím středověkých států, když nabízí tehdejší šlechtě právo požádat útěkem z vlastní země o ochranu panovníka cizí země. Panovník poté rozhoduje o tom, zda ochranu poskytne, či nikoli. V dalším stadiu se pak zpět v rámci území jediného státu, ovšem již ve formách předurčených rodícím se mezinárodním právem. S tímto pojetím se setkáváme v případě diplomatického azylu - tedy práva uchýlit se pod ochranu zastupitelského úřadu cizího státu chráněného diplomatickou imunitou. Tento diplomatický azyl byl respektován až do 19. století. Doposud přetrvává v Latinské Americe, jinde však mizí ve prospěch druhého typu, který je otevřen pouze osobám pronásledovaným z důvodů politických.
Druhý typ azylu se poprvé objevuje v severní Itálii v době válek mezi městskými státy a značí ochranu před pronásledováním politických soupeřů. Pronásledovaní se mohou uchýlit pod ochranu sousedních měst, musí však být připraveni na změnu poměrů ve městě původu. Právě tato podoba azylu jako ochrany osob před stíháním veřejnou mocí země původu z nekriminálních příčin byla posléze přijata rovněž vznikající teorií mezinárodního práva. Na druhé straně začíná vznikat uprchlictví jako kategorie, o které rozhoduje stát poskytující azyl, tím zda uprchlíkovi po právní stránce přizná status uprchlíka. Na rozdíl tedy od azylanta, který je vůlí státu azylantem učiněn, uprchlíkem se člověk stává objektivně.

## Azyl v Česku
Podle článku 43 Listiny základních práv a svobod poskytuje Česká republika azyl cizincům pronásledovaným za uplatňování politických práv a svobod. Avšak azyl může být odepřen tomu, kdo jednal v rozporu se základními lidskými právy a svobodami. Této problematice se dále věnuje zákon o azylu, podle kterého rozhoduje Ministerstvo vnitra České republiky o zahájení správního řízení a udělení azylu. Azylový zákon navíc obsahuje možnost udělit azyl i z důvodů humanitárních (zdravotní stav žadatele, vysoký věk, zachování celistvosti rodiny). Dalším zákonem, který obecně upravuje podmínky pro vstup a pobyt všech cizinců na území České republiky, je zákon o pobytu cizinců na území České republiky. Další paragrafy tohoto zákona však řeší i možnost poskytnutí azylu osobám, které potřebují dočasnou ochranu. Přesněji řečeno se jedná o ochranu v případě živelní katastrofy na území některého ze sousedních států, kdy jeho občané potřebují dočasné útočiště dokud nejsou následky katastrofy napraveny.

### Statistiky 2000–2014
Počty žadatelů o azyl na území ČR.
|  | Rok            | 2000 | 2001  | 2002 | 2003  | 2004 | 2005 | 2006 | 2007 | 2008 | 2009 | 2010 | 2011 | 2012 | 2013 | 2014 | 2015 | 2016 | 2017 | 2018 | 2019 | 2020 | 2021 |
|  | -------------- | ---- | ----- | ---- | ----- | ---- | ---- | ---- | ---- | ---- | ---- | ---- | ---- | ---- | ---- | ---- | ---- | ---- | ---- | ---- | ---- | ---- | ---- |
|  | Počet žadatelů | 8788 | 18094 | 8484 | 11400 | 5459 | 4028 | 3016 | 1878 | 1656 | 1258 | 833  | 756  | 753  | 707  | 1156 | 1525 | 1447 | 1450 | 1702 | 1922 | 1164 | 1411 |

### Azylový dům
Azylový dům je ubytovací zařízení pro osoby bez přístřeší, které by mělo klientům, kteří sem přicházejí motivováni ke změně vlastní situace, pomoci s integrací do společnosti. V některých azylových domech proto klienti procházejí integračními stupni, tedy. fázemi pobytu, během nichž si klient klade postupně náročnější cíle. Ve většině azylových domů je délka pobytu klienta omezena na několik měsíců. Výjimkou jsou emauzské domy, v nichž klienti mají povinnost pracovat a z takto vydělaných peněz přispívat na ubytování a stravu. V tomto typu církevního zařízení není na klienta vyvíjen tlak, aby svou životní situaci změnil.

### Uprchlík
Podle Úmluvy o právním postavení uprchlíků z roku 1951, jež byla v České republice vyhlášena pod číslem 208/1993 Sb., je uprchlík definován jako: Osoba, která se nachází mimo svou vlast a má oprávněné obavy před pronásledováním z důvodů rasových, náboženských nebo národnostních nebo z důvodů příslušnosti k určitým společenským vrstvám nebo i zastávání určitých politických názorů, je schopna přijmout, nebo vzhledem ke shora uvedeným obavám, odmítá ochranu své vlasti; totéž platí pro osobu bez státní příslušnosti, nacházející se mimo zemi svého dosavadního pobytu následkem shora zmíněných událostí, a která vzhledem k výše uvedeným obavám se tam nechce nebo nemůže vrátit.